# Kis Károly (labdarúgóedző)
Kis Károly (Mátraballa, 1964. június 25.– ) magyar labdarúgóedző.

## Pályafutása
Az 1999–2000-es szezonban tizenhét első osztályú mérkőzésen volt a Dunakanyar-Vác edzője.
2009-től dolgozott a Paksi FC csapatánál, mint pályaedző. A csapat a 2009–10-es bajnokságban Gellei Imre vezetésével gyenge eredményeket ért el, ezért 2010. április 12-én Gellei lemondott. Helyét Kis Károly vette át, aki a 23. fordulóban ült először a kispadon vezetőedzőként. Első mérkőzésén a Videoton ellen, hazai pályán, 2–1-s vereséget szenvedtek. A 27. fordulóig kellett várni az első győzelemig, ekkor 1–0-ra győzték le a későbbi kieső Diósgyőr csapatát, hazai pályán. A bajnokság végén a tizennegyedik, utolsó bennmaradó helyen végeztek. A ligakupában azonban a döntőig meneteltek, de a trófeát nem sikerült elhódítaniuk, hiszen 2–1-re kikaptak a Debreceni VSC csapatától.
2010. május 27-én jelentették be, hogy a következő szezonra is Kis marad a Paksi FC vezetőedzője.
A 2010–11-es szezon nem indult jól a csapat számára. Első győzelmüket az ötödik fordulóban szerezték meg, azonban az őszi szezon végén a hatodik helyen álltak a bajnokságban, és a ligakupában is bejutottak a legjobb nyolc csapat közé. A tavaszi szezonban tudták fokozni ezt a jó szereplést is. 2011 márciusában újra bejutottak a ligakupa döntőjébe, ahol újra a DVSC-vel csaptak össze. Ezúttal két mérkőzésen dőlt el a kupa sorsa, amit 4–2-s összesítéssel a paksiak nyertek meg. Áprilisban legyőzték a későbbi aranyérmes Videotont, majd május 13-án, a Vasas ellen 3–0-ra megnyert találkozón biztossá vált, hogy ezüstérmesként végeznek a bajnokságban. Ezzel az eredménnyel kvalifikálták magukat a 2011–12-es Európa-liga küzdelmeibe.
A 2012–2013-as szezonban az első forduló után lemondott edzői pozíciójáról, majd 2012 decemberében átvette a másodosztályú Szolnoki MÁV FC csapatát. 2016 nyarán a megyei I. osztályú Balassagyarmati VSE vezetőedzője lett. Balassagyarmaton töltött idő alatt feljuttatta a csapatot a harmadosztályba, azonban 2017 novemberében bejelentette távozását. 2018. január 1-jétől fél évig az FC Ajka vezetőedzője volt. 2018 nyarán az élvonalból kieső Vasas élére nevezték ki. 2018. november 5-én menesztették a bajnoksában való gyengébb szereplés miatt.
2023 decembere és 2024. március 28. között az NB II-es Tiszakécske trénere volt.

## Statisztikái
Az alábbi táblázatban csak első osztályú bajnoki mérkőzések szerepelnek.
| Szezon  | Csapat         | #   | M  | GY | D | V  | LG–KG | GK  | P  | Megjegyzés                               |
| ------- | -------------- | --- | -- | -- | - | -- | ----- | --- | -- | ---------------------------------------- |
| 1999–00 | Dunakanyar-Vác | 17. | 17 | 1  | 5 | 11 | 15–39 | –24 | 8  | Kiesés a másodosztályba                  |
| 2009–10 | Paksi FC       | 14. | 8  | 2  | 2 | 4  | 8–13  | –5  | 8  |                                          |
| 2010–11 | Paksi FC       | 2.  | 30 | 17 | 5 | 8  | 54–38 | +16 | 56 | 2011–12-es Európa-liga – 1. selejtezőkör |
| 2011–12 | Paksi FC       | 6.  | 30 | 12 | 9 | 9  | 47–51 | -4  | 45 |                                          |
| 2012–13 | Paksi FC       | ?   | 1  | 0  | 0 | 1  | 2–3   | -1  | 0  |                                          |

## Sikerei
Paksi FC
- Magyar bajnokság
  - Ezüstérmes (1 alkalommal): 2010–11
- Magyar ligakupa
  - Győztes (1 alkalommal): 2010–11
  - Ezüstérmes (1 alkalommal): 2009–10